# Ovejas (kommun)
Ovejas är en kommun i Colombia.   Den ligger i departementet Sucre, i den norra delen av landet, 600 km norr om huvudstaden Bogotá. Antalet invånare är 21 658. Arean är 447 kvadratkilometer.
Terrängen i Ovejas är platt åt sydost, men åt nordväst är den kuperad.